# Михайлово (Калінінградська область)
Михайлово (рос. Михайлово) — селище Гусєвського району, Калінінградської області Росії. Входить до складу Михайловського сільського поселення.
Населення —  323 особи (2015 рік). 

## Населення
| 1910 | 1933 | 1939 | 1989 | 1998 | 2002 | 2010 |
| ---- | ---- | ---- | ---- | ---- | ---- | ---- |
| 140  | ↘131 | ↘118 | ↗249 | ↗343 | ↘341 | ↘323 |